# Apanteles brachmiae
Apanteles brachmiae är en stekelart som beskrevs av Bhatnagar 1948. Apanteles brachmiae ingår i släktet Apanteles och familjen bracksteklar. Inga underarter finns listade i Catalogue of Life.